# Коплон, Джудит

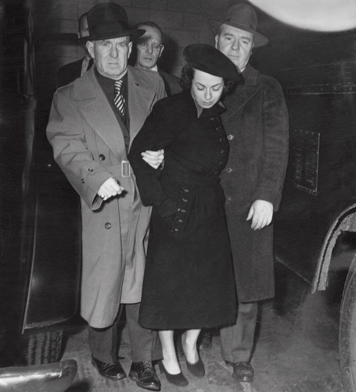
Арест Коплон сотрудниками ФБР. 4 марта 1949 года

Джудит Коплон Соколов (англ. Judith Coplon Socolov; 17 мая 1921 — 26 февраля 2011) американская коммунистка, осуждённая за шпионаж в пользу Советского Союза. Судебные процессы над ней, приговоры и успешные апелляции в пользу которой стали широко известны в начальный период холодной войны.
В 1949 году были возбуждены три крупных дела против американских коммунистов: дело Коплон (1949—1967), а также дела Элджера Хисса и Уиттекера Чемберса (1949—1950). Начались и судебные процессы над лидерами Коммунистической партии США (1949—1958) по Акту Смита.

## Биография
Джудит Коплон родилась 17 мая 1921 года в Бруклине, Нью-Йорк. Её отец Сэмюэль Коплон занимался производством игрушек, а мать Ребекка Морох была шляпницей. Джудит училась в средней школе имени Джозефа Ф. Лэма (PS 206) в Бруклине, Нью-Йорк. В старших классах она получила награду за социально-ответственную позицию и стипендию в колледже Барнарда, который окончила с отличием в 1943 году. В Барнарде она специализировалась на истории и вступила в Молодёжную коммунистическую лигу.
Она была завербована в Колумбийском университете по рекомендации Флоры Вовщин вместе с Марион Дэвис Бердечио.

## Карьера
В 1944 году Коплон получила работу в Министерстве юстиции США. Когда её перевели в отдел регистрации иностранных агентов, где Коплон доступ к информации контрразведки, и, как утверждается, была завербована НКВД в конце 1944 года.

### Шпионаж
Позже появились данные, что Коплон была завербована советской разведкой в первые месяцы 1945 года. 4 января 1945 года состоялась её встреча с Владимиром Правдиным, резидентом НКВД в Нью-Йорке. Правдин был впечатлён Коплон, которую описал как «очень серьёзную, застенчивую, глубокую девушку, идеологически близкую к нам». Он продолжал свои мысли: 
 Мы не сомневаемся в искренности её желания работать с нами. В ходе беседы [Коплон] подчеркнула, как высоко она ценит выданный ей нами кредит доверия, и что теперь, зная, на кого она работает, она удвоит свои усилия. На самом первом этапе своей работы [Коплон] думала, что она помогает местным соотечественникам (Компартии США)… Она считала, что полученная ей информация не может представлять интереса для соотечественников, но может представлять интерес для такой организации, как Коминтерн или другой организации, связанной с нами. Она добавила, что надеется, что она работает именно на нас, так как считает для себя большой честью иметь возможность оказать нам скромную помощь. 
 В документах советской разведки Коплон фигурировала под кодовым именем Сима.
Коплон стала одним из самых ценных источников НКВД. В основном, её внимание было сосредоточено на главном контрразведывательном архиве Министерства юстиции США, где хранилась информация из различных государственных учреждений: ФБР, Управления стратегических служб, военно-морской и военной разведки. Она передала своему контакту в НКВД ряд документов из архива, в том числе материалы ФБР о советских организациях в США и информацию о лидерах Коммунистической партии США.

### Раскрытие
Впервые Коплон обратила на себя внимание ФБР в результате сообщения «Венона» в конце 1948 года. Коплон была известна как в советской разведке, так и в материалах «Веноны» как «SIMA». Она стала первой, кого судили в результате проекта Венона, но по соображениям безопасности информация проекта «Венона» в ходе суда не разглашалась.
Специальный агент ФБР Роберт Лэмпер показал на суде, что подозрение упало на Коплон благодаря информации от надёжного «конфиденциального информатора». В ходе масштабной контрразведывательной операции были подготовлены документы, которые были подложены Коплон. Агенты ФБР арестовали Коплон 4 марта 1949 года на Манхэттене, когда она встретилась с инженером Валентином Губичевым, работавшим в Организации Объединённых Наций сотрудником советской разведки, в то время как она несла в своей сумочке бумаги, которые считала секретными документами правительства США.

### Судебные разбирательства и апелляции
Адвокатом Коплон выступил Арчибальд Палмер а В. А. Губичева защищал Авраам Померанц.
Коплон была осуждена по итогам двух отдельных судебных процессах, один раз за шпионаж (1949) а другой — за сговор с Губичевым (1950). Оба приговора были впоследствии отменены по апелляции, в 1950 и 1951 годах, соответственно. Сама Коплон утверждала, что её отношения с Губичевым носили романтический характер.
Апелляционный суд в Нью-Йорке пришёл к заключению, что, хотя были доказательства её вины, агенты ФБР лгали под присягой о прослушивании. Более того, в заключении говорилось, что отказ получить ордер на прослушивание не был оправданным. Суд отменил приговор, но обвинительное заключение не было отклонено. В апелляции вашингтонского суда приговор был оставлен в силе, но из-за незаконного прослушивания новое судебное разбирательство стало невозможным. По политическим и следственным причинам она так и не предстала больше перед судом, и власти в конечном итоге прекратили дело в 1967 году.

### Общенациональное внимание
Судебные процессы над Коплон привлекли внимание прессы и широких кругов общества.

Например, Гертруда Самуэльс, рассуждая о деле, писала в New York Times: 
 Почему некоторые люди становятся предателями? Что превращает некоторых коренных американцев, а также натурализованных граждан в «бенедиктов арнольдов» и «квислингов»? Что побуждает их предать свою страну и самих себя?… 
 Сэмюэлс выделяет четыре разновидности предателей: профессионалы, люди, лояльные стране, где родились, психопаты и идеалисты. К числу последних она отнесла Элизабет Бентли и Уиттекера Чемберса. Чтобы понять эту категорию предателей, утверждает она, нужно понять их стремление к социальной справедливости — причины, находящиеся «за пределами юрисдикции ФБР», в то время как «мало кого из судей волнует мотивация».

Редактор New York Times Book Review Сэм Тэненхаус писал в марте 2011 года:
 Во время судебного разбирательства мисс Коплон вызвала большой интерес, особенно в пёстрой бульварной прессе того времени. 27-летняя выпускница Барнарда с отличием, работавшая в отделе внутренней безопасности Министерства юстиции, выглядела образцовой послевоенной «правительственной девушкой», очаровательно одетой в уютные свитера и юбки в стиле New Look. […] [Она привлекала к себе] интерес, какой сегодня вызывают появления в зале суда Линдси Лохан. 

## Личная жизнь и смерть
Коплон вышла замуж за одного из её адвокатов, Альберта Соколова, и они состояли в браке до её кончины в 2011 году. У пары было четверо детей.
Коплон умерла в 2011 году в возрасте 89 лет.